# Neotemnopteryx indica
Neotemnopteryx indica är en kackerlacksart som först beskrevs av Brunner von Wattenwyl 1865.  Neotemnopteryx indica ingår i släktet Neotemnopteryx och familjen småkackerlackor. Inga underarter finns listade i Catalogue of Life.